# Trofim Lysenko
Trofim Denisovich Lysenko (en ucraniano: Трохи́м Дени́сович Лисе́нко; en ruso: Трофи́м Дени́сович Лысе́нко; 29 de septiembre de 1898– 20 de noviembre de 1976), citado como Trofim Lysenko, fue un ingeniero agrónomo soviético quien, durante la década de los años 1930, condujo una campaña agrícola pseudocientífica, conocida como lysenkoísmo, que explícitamente iba contra la ciencia agrícola y la genética y duró hasta mediados de los años 1960 en la Unión Soviética.

## Biografía
Hijo de Denís y Oksana Lysenko, provenía de una familia campesina de Karlivka, Imperio ruso, y asistió al Instituto Agrícola de Kiev. En 1927, a la edad de 29 años, mientras trabajaba en una estación experimental en Azerbaiyán, el diario soviético Pravda informó que había descubierto un método para abonar la tierra sin utilizar fertilizantes o minerales; también habría demostrado que una cosecha invernal de guisantes podía crecer en Azerbaiyán, «reverdeciendo los yermos campos del Transcáucaso en el invierno de tal manera que el ganado no moriría por falta de comida y que los campesinos turcos vivirían durante el invierno sin temor por el futuro». La cosecha invernal de guisantes, sin embargo, no prosperó en los años subsiguientes. Lysenko murió en 1976.

## Trabajo con la agricultura
Así sería el patrón del éxito de Lysenko en los medios de comunicación soviéticos desde 1927 hasta 1964: reportes de sorprendentes (e improbables) éxitos que serían reemplazados con supuestos nuevos éxitos una vez que los anteriores se demostrasen como un fracaso. Lo más importante para la prensa era que Lysenko era un «científico descalzo», la encarnación del mítico genio campesino soviético, oposición a aquellos científicos de formación académica.
La «ciencia» de Lysenko era prácticamente inexistente. Cuando tenía alguna teoría claramente formulada, normalmente se trataba de una mezcla de lamarquismo y varias formas confusas de darwinismo; la mayor parte de su trabajo consistía en las, así llamadas, «instrucciones prácticas» para la agricultura, tales como enfriar el grano antes de plantarlo. Su procedimiento principal era una mezcla de «vernalización» (con la cual generalmente Lysenko se refería a cualquier cosa que hacía para sembrar semillas y tubérculos) y de hibridación. En una época, por ejemplo, tomó un trigo de primavera que había tenido un corto «período de vernalización» y un largo «período de luz», y lo cruzó con otra variedad de trigo con un largo «período de vernalización» pero un corto «período de luz»; pero nunca explicó qué significaban estos períodos. Concluyó, basándose en esta teoría de los períodos, lo que sabía de antemano: que el cruce produciría cosechas fuera de la temporada de primavera que madurarían más rápido, y las sucesivas cosechas lo harían más rápido que las anteriores, por lo cual no habría que experimentar en muchas plantas a través de las generaciones. Aunque científicamente defectuosas en varios niveles, las pretensiones de Lysenko deleitaban a los periodistas soviéticos y a los funcionarios agrícolas, ya que aceleraban el trabajo de laboratorio y lo abarataban considerablemente. Lysenko obtuvo en 1935 su propia revista, Vernalization, en la cual normalmente alardeaba de sus próximos éxitos.

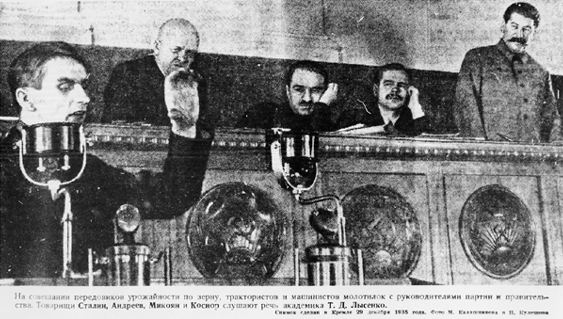
Lysenko hablando en el Kremlin en 1935. Detrás (de izquierda a derecha) están Stanislav Kosior, Anastás Mikoyán, Andréi Andréyev y el líder soviético, Iósif Stalin.

La prensa soviética reportaba grandes éxitos de las primeras iniciativas de Lysenko, aunque al final casi todas resultaran un fracaso. Sin embargo, lo que más llamaba la atención del gobierno soviético acerca de él era su éxito en la motivación de los campesinos. La agricultura soviética había sido dañada severamente por la colectivización forzada a comienzos de la década de los años treinta, y muchos campesinos estaban, en el mejor de los casos, apáticos; en el peor, dispuestos a destruir sus cosechas con tal de no cederlas al gobierno soviético. Lysenko elevó el ánimo de los campesinos, haciéndolos sentir participantes y, en cierta medida, responsables del gran experimento revolucionario soviético. A finales de la década de los años 1920, los dirigentes políticos soviéticos le habían dado su apoyo.
El propio Lysenko invertía mucho tiempo en desacreditar a los científicos académicos y a los genetistas, argumentando que sus experimentos aislados en laboratorios no ayudaban al pueblo soviético. Por su personalidad, entraba rápidamente en cólera y no toleraba críticas. Hacia 1929, quienes se mostraban escépticos hacia Lysenko eran censurados políticamente por criticar en vez de proponer nuevas soluciones. En diciembre de 1929, José Stalin dio un famoso discurso colocando la «práctica» por encima de la «teoría», poniendo el juicio de los líderes políticos por encima del de los científicos y especialistas técnicos. Aunque en sus comienzos el gobierno soviético había dado mayor apoyo a los auténticos científicos agrícolas, desde 1935 el poder se inclinó abruptamente hacia Lysenko y sus seguidores.
Fue puesto a cargo de la Academia de Ciencias Agrícolas de la Unión Soviética, siendo responsable de poner fin a la propagación de ideas «dañinas» entre los científicos soviéticos. Lysenko cumplió este cometido fielmente expulsando, encarcelando y causando la muerte de cientos de científicos y el fin de la genética (un floreciente campo científico) en toda la Unión Soviética. Este período es conocido como lysenkoísmo. Particularmente, Lysenko es responsable de la muerte del biólogo soviético Nikolái Vavílov —quién intentaba justificar teorías darwinistas— a manos de la NKVD (antecesora de la KGB).

## Carta de Stalin
Lysenko escribió varias veces a Stalin, y este respondió a sus cartas en una ocasión. En su respuesta, el dirigente soviético demostraba conocer bien las técnicas agrícolas, pero carecer por completo de conocimientos acerca de la teoría de la selección. Lysenko usaría esta carta para demostrar su amistad con Stalin, si bien esa amistad fue prácticamente inexistente ya que apenas coincidieron; cuando lo hacían, además, era en actos de carácter oficial. Pero la carta tuvo el efecto esperado; se demostró que Stalin era un lamarkiano convencido y eso le bastó a Lysenko. A continuación el texto completo de la carta, fechada el 31 de octubre de 1947:

Estimado Trofim Denísovich, 

Me alegra saber que por fin has prestado la atención adecuada al asunto del trigo ramificado. Indudablemente, si queremos aumentar sustancialmente la cosecha de trigo, el trigo ramificado tiene una gran importancia dado que contiene el mayor potencial para lograr dicho objetivo.
Es una pena que no hayas intentado cultivar ese trigo en su ambiente «adecuado» sino que lo hayas hecho en unas condiciones que te convenían a ti, como investigador. Este trigo es una variedad del sur y necesita algo de luz y suficiente humedad. Si no se dan estas circunstancias, es difícil percibir con claridad todo su potencial. Yo, en tu lugar, no habría experimentado con trigo ramificado en el distrito de Odesa (¡es demasiado árido!) o cerca de Moscú (¡muy poco sol!), sino que, por ejemplo, lo habría hecho cerca de Kiev o en Ucrania occidental, donde hay suficiente sol y la humedad está garantizada. De todos modos, te felicito por tu experimento en los distritos de las afueras de Moscú. Puedes contar con el gobierno para que apoye tu empresa. 
También doy la bienvenida a tu iniciativa de la hibridación del trigo. Desde luego se trata de una idea muy prometedora. No hay duda de que las perspectivas para las actuales variedades de trigo no son muy buenas y la hibridación podría ayudar en algo. 
Pronto hablaremos en Moscú sobre la producción de plantas de caucho y la siembra de trigo en invierno.
En cuanto a la situación de la biología en el ámbito teórico, pienso que la postura de Michurin es la única que realiza un enfoque científico válido. Los weissmanistas y sus seguidores, que niegan la herencia de características adquiridas, no merecen entrar en el debate. El futuro pertenece a Michurin.
Un saludo,

I. Stalin

La carta demuestra la premura que tenía el dirigente soviético en los milagros. La colectivización había destrozado el campo, y Stalin creyó (o hizo como si creyese) en los milagros. Por ejemplo, se intentó la introducción de canguros, de antílopes africanos o crías de conejos, resultando un desastre. Este ejemplo, tan conocido, quizás fue el caso más sonado de una serie de intentos desesperados por devolver al campo la vida.

## Después de Stalin: Críticas contra Lysenko

Trofim Lysenko afirmaba que una púa de frutal injertada mejoraba la genética del patrón a la que estaba unida. Esto implicaría un desconocido mecanismo lamarckiano de hibridación vegetativa.

Después de la muerte de Stalin en 1953, conservó su puesto disfrutando de un relativo grado de confianza por parte de Nikita Jrushchov. Sin embargo, renombrados científicos tenían ahora la posibilidad de criticar a Lysenko por primera vez desde finales de la década de 1920. En 1962 tres de los más prominentes científicos soviéticos, Yákov Zeldóvich, Vitali Guínzburg y Piotr Kapitsa organizaron una causa contra Lysenko, su falsa ciencia y su cruzada de exterminio político de científicos contrarios a sus teorías. Todo esto ocurrió en medio de una política general de lucha contra la influencia ideológica estalinista en la sociedad y ciencia soviéticas (la época conocida como desestalinización). En 1964 el físico Andréi Sájarov se expresó contra Lysenko en la Asamblea General de la Academia de las Ciencias en los siguientes términos:

«Es responsable del vergonzoso atraso de la biología y genética soviéticas en particular, por la difusión de visiones pseudocientíficas, por el aventurismo, por la degradación del aprendizaje y por la difamación, despido, arresto y aún la muerte de muchos científicos genuinos».

La prensa soviética se llenó rápidamente de artículos contra Lysenko y de llamadas a la restauración de métodos auténticamente científicos en todos los campos de la biología y la ciencia agrícola. Fue depuesto de su cargo como director del Instituto de Genética de la Academia de Ciencias y confinado a una granja experimental en las Colinas Lenin de Moscú (el Instituto mismo fue disuelto con rapidez). Después de la salida del poder de Jrushchov en 1964, el presidente de la Academia de las Ciencias declaró que la inmunidad a las críticas de Lysenko había terminado oficialmente, y se envió una comisión de expertos a su granja experimental. Meses más tarde, la comisión hizo pública una crítica demoledora, y la reputación de Lysenko fue destruida completamente en la Unión Soviética, aunque continuaría en China durante algunos años.
El consultorio oficial de T.D. Lysenko estaba ubicado en el segundo piso del Instituto de Biología de la Academia de Ciencias de la URSS, que todavía se encuentra en la Avenida Léninski, número 33. Su habitación estaba justo sobre la habitación donde Lina Stern trabajaba. Casi todos los biólogos rusos famosos trabajaron en este edificio, y la mayoría de ellos, tarde o temprano, se convirtieron en víctimas de Lysenko, incluyendo a Nikolái Vavílov. Lysenko asistió a su oficina hasta el día de su muerte. Al otro lado del pasillo tenía un baño privado (privilegio asociado a su cargo de director, práctica común en Rusia). Cuando fue despojado de sus privilegios, el baño fue asignado a un nuevo director; para disgusto de Lysenko, fue convertido en un baño público para damas. Las ruinas de sus grandes invernaderos experimentales podían verse aún en 2005 en el patio trasero del Instituto.